# Succession (série télévisée)
Pour les articles homonymes, voir Succession.
 (août 2018).
Si vous disposez d'ouvrages ou d'articles de référence ou si vous connaissez des sites web de qualité traitant du thème abordé ici, merci de compléter l'article en donnant les références utiles à sa vérifiabilité et en les liant à la section « Notes et références ».
Succession est une série télévisée américaine en 39 épisodes d'environ 60 minutes créée par Jesse Armstrong et diffusée entre le 3 juin 2018 et le 28 mai 2023 sur HBO.
Au Québec, la série est diffusée sur Super Écran, en France sur OCS pour les trois premières saisons puis sur Prime Video pour la dernière saison et en Suisse sur RTS Un.
Elle est centrée sur la famille Roy, les propriétaires dysfonctionnels de la multinationale Waystar RoyCo, conglomérat mondial de médias et de divertissement, qui se battent pour le contrôle de l'entreprise dans un contexte d'incertitude quant à la santé du patriarche de la famille, Logan Roy (Brian Cox).
La série Succession est directement inspirée d'une personne réelle, le milliardaire Rupert Murdoch, une des plus importantes fortunes de la planète,,. Murdoch et sa famille dirigent le plus important groupe médiatique mondial.
Parmi les acteurs de la série figurent Jeremy Strong dans le rôle de Kendall, Kieran Culkin dans le rôle de Roman et Sarah Snook dans le rôle de Siobhan ("Shiv"), les enfants de Logan employés par la société. Matthew Macfadyen incarne Tom Wambsgans, le mari de Shiv et cadre de Waystar, Nicholas Braun dans Greg Hirsch, le petit-neveu de Logan également employé par l'entreprise, Alan Ruck dans Connor, l'aîné de Logan, et Hiam Abbass dans Marcia Roy, la troisième et actuelle épouse de Logan. Peter Friedman, Natalie Gold et Rob Yang jouent également, tandis que Dagmara Domińczyk, Arian Moayed, J. Smith-Cameron, Justine Lupe, David Rasche et Fisher Stevens ont joué des rôles récurrents avant d'être promus à la distribution principale.
Succession a été largement acclamé par la critique pour son écriture, son jeu (en particulier Strong et Cox), sa partition musicale, ses valeurs de production et son examen de son sujet. La série a reçu plusieurs prix et nominations.

## Synopsis
La famille Roy possède Waystar RoyCo, l'un des plus puissants conglomérats des États-Unis, présent dans le domaine des médias et du divertissement. Logan, patriarche et fondateur de l'entreprise, est victime d'un accident vasculaire cérébral et doit envisager sa succession. Une situation qui génère tensions et désaccords entre ses quatre enfants : Connor, excentrique éloigné des affaires ; Kendall, en quête de reconnaissance paternelle ; Roman, vulgaire et outrancier ; et Shiv, politiquement engagée auprès des démocrates et dont le mari Tom fait partie des principaux cadres de la compagnie.

## Distribution

### Acteurs principaux
- Hiam Abbass (VF : elle-même) : Marcia « Marcy » Roy, la troisième femme de Logan Roy (saisons 1, 2 et 4, récurrente saison 3)
- Nicholas Braun (VF : Yoann Sover) : Greg Hirsch, un petit-neveu de Logan Roy et le petit-fils d'Ewan Roy
- Brian Cox (VF : Achille Orsoni puis Patrick Bonnel)[note 1] : Logan Roy, le fondateur du conglomérat Waystar Royco
- Kieran Culkin (VF : Donald Reignoux) : Roman Roy, le troisième et plus jeune fils de Logan Roy issu de son second mariage
- Peter Friedman (VF : Guy Chapellier) : Frank Vernon, le directeur opérationnel de Waystar Royco et confident de longue date de Logan Roy
- Natalie Gold (VF : Stéphanie Hédin) : Rava Roy, l'ancienne épouse de Kendall Roy (saison 1, récurrente saison 3)
- Matthew Macfadyen (VF : Constantin Pappas) : Tom Wamsgans, le fiancé puis époux de Shiv Roy
- Alan Ruck (VF : Guillaume Lebon) : Connor Roy, le premier fils de Logan Roy issu de son premier mariage
- Sarah Snook (VF : Chloé Berthier) : Siobhan « Shiv » Roy, la fille (et plus jeune enfant) de Logan Roy issue de son second mariage
- Jeremy Strong (VF : Jérémy Bardeau) : Kendall Roy, le second fils de Logan Roy et issu de son second mariage
- Rob Yang (VF : Benoît Du Pac) : Lawrence Yee, le fondateur du site de médias en ligne Vaulter qui est acquis par Waystar Royco (saisons 1 et 2)
- Dagmara Domińczyk (VF : Barbara Delsol) : Karolina Novotney, la chargée des relations publiques de la Waystar Royco (depuis la saison 2, récurrente saison 1)
- Arian Moayed (VF : Nessym Guetat) : Stewy Hosseini, ami de Kendall Roy et investisseur, allié à Sandy Furness (saison 2 ,récurrent saisons 1 et 3)
- J. Smith-Cameron (VF : Martine Irzenski) : Gerri Killman, la directrice des affaires juridique de Waystar Royco (depuis la saison 2, récurrente saison 1)
- Justine Lupe (VF : Noémie Orphelin) : Willa Ferreyra, escort-girl et petite amie de Connor Roy (saison 3 et 4, récurrente saisons 1 et 2)
- David Rasche (VF : Hervé Jolly) : Karl Muller, directeur financier de Waystar RoyCo et membre de l'équipe juridique de l'entreprise (saison 3 et 4, récurrent saisons 1 et 2)
- Fisher Stevens (VF : Patrice Dozier) : Hugo Baker, conseiller de la famille Roy (saison 3 et 4, récurrent saison 2)
- Alexander Skarsgård (VF : Valentin Merlet) : Lukas Matsson, fondateur et PDG d'une société technologique[5] (saison 4, récurrent saison 3)

Membre de la famille Roy.
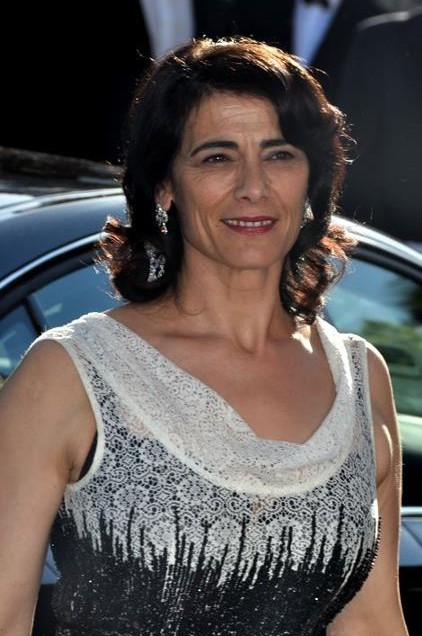
Hiam Abbass dans le rôle de Marcia Roy.
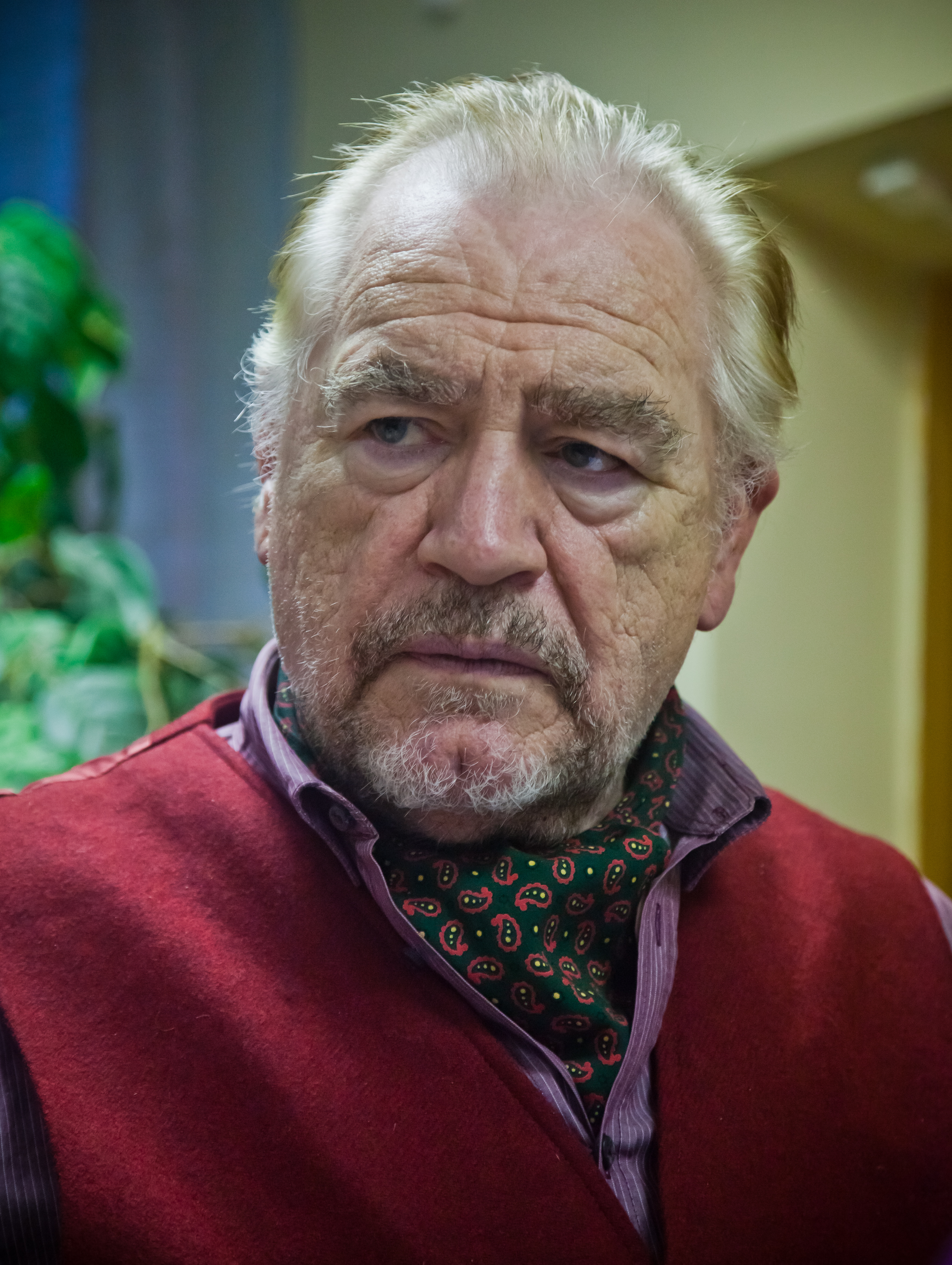
Brian Cox dans le rôle de Logan Roy.
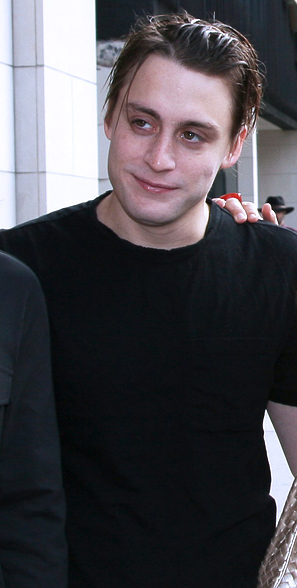
Kieran Culkin dans le rôle de Roman Roy.
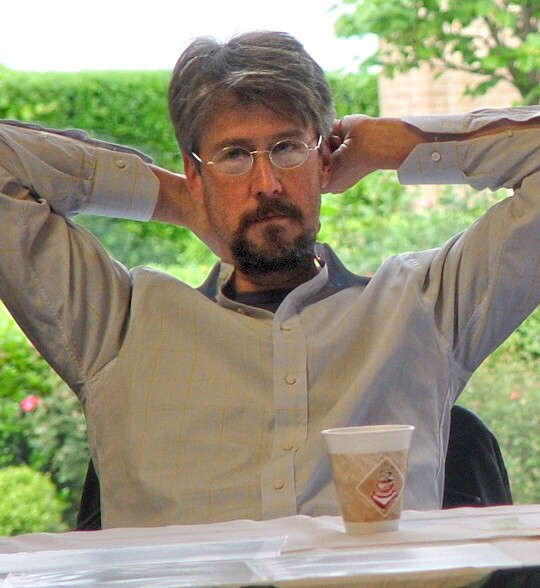
Alan Ruck dans le rôle de Connor Roy.
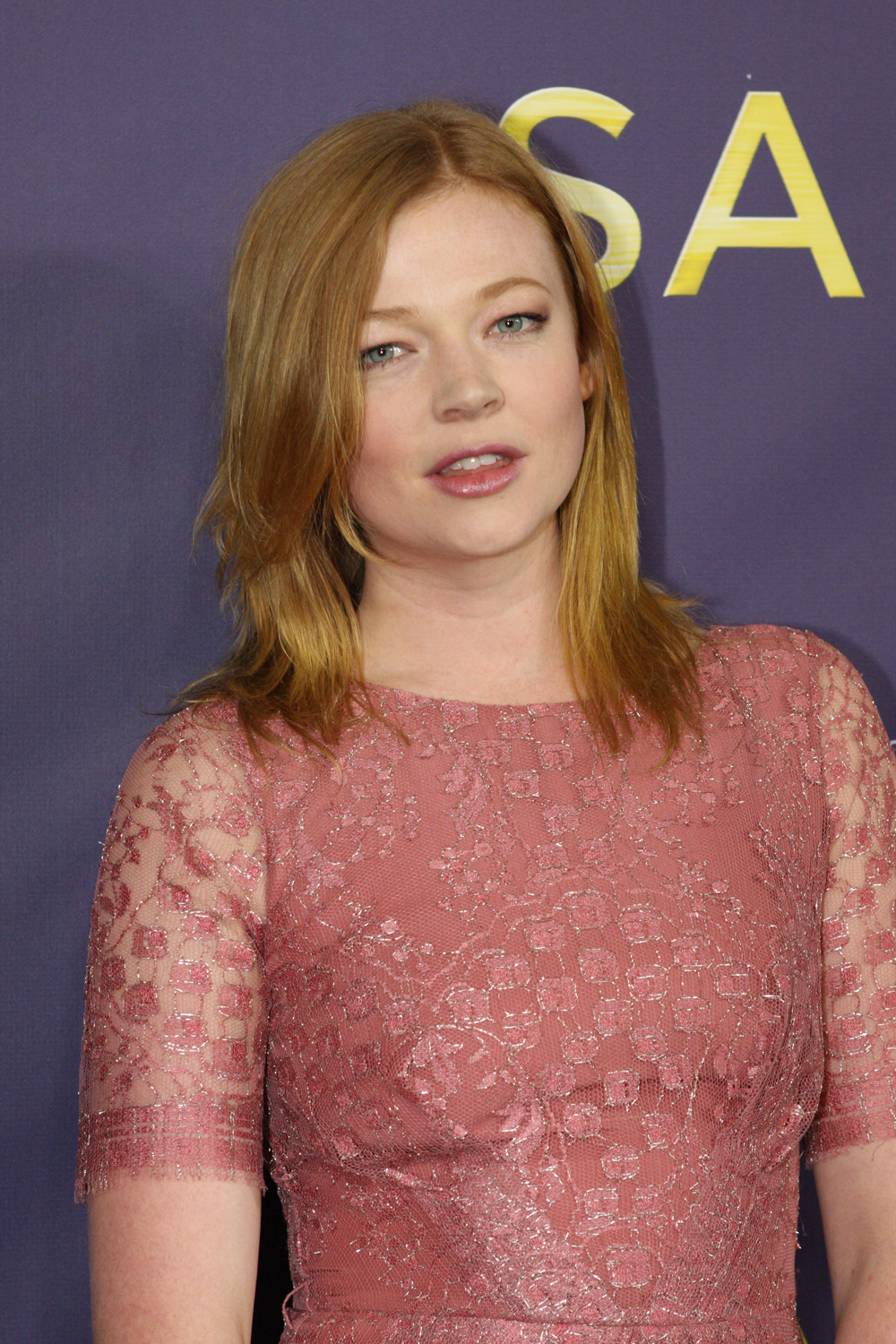
Sarah Snook dans le rôle de Siobhan Roy.
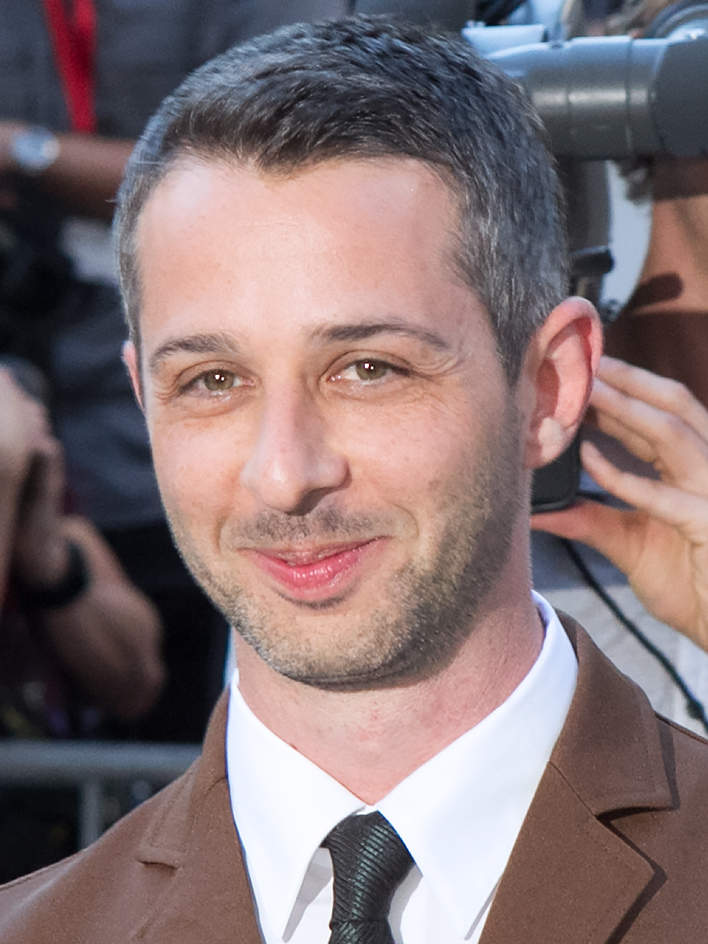
Jeremy Strong dans le rôle de Kendall Roy.

### Acteurs récurrents
- James Cromwell (VF : Denis Boileau puis Frédéric Cerdal)[note 2] : Ewan Roy, le frère aîné de Logan Roy
- Larry Pine (VF : Philippe Catoire) : Sandy Furness, PDG d'un conglomérat rival de la Waystar Royco
- Juliana Canfield (VF : Laure Filiu) : Jess Jordan, collaboratrice de Kendall Roy
- Ashley Zukerman (VF : Damien Boisseau) : Nate Sofrelli, le conseiller en stratégie de Gil Eavis, et ancien amant de Shiv
- Harriet Walter (VF : Pauline Larrieu) : Lady Caroline Collingwood, seconde femme de Logan Roy et mère de Kendall, Roman et Siobhan
- Annabelle Dexter-Jones (VF : Audrey Sourdive) : Naomi Pierce, membre de la famille Pierce (saisons 2 à 4)
- Parker Sawyers (VF : Jean-Baptiste Marcenac) : Alessandro Daniels, un cadre de Waystar Royco présent pendant les rendez-vous pour l'acquisition de Vaulter
- Eric Bogosian (VF : Éric Legrand) : Gil Eavis, sénateur démocrate candidat à l'élection présidentielle (saisons 1 et 2)
- Caitlin Fitzgerald (VF : Célia Diane) : Tabitha, petite amie de Roman Roy (saisons 1 et 2)
- Holly Hunter (VF : Marie Vincent) : Rhea Jarrell, la PDG de PGM[6] (saison 2)
- Cherry Jones (VF : Cathy Cerdà) : Nan Pierce, membre de la famille Pierce et actionnaire majoritaire de PGM (saison 2)
- Zoe Winters (VF : Anne-Sophie Nallino) : Kerry, assistante et maîtresse présumé de Logan (saison 2 à 4)
- Sanaa Lathan (VF : Annie Milon) : Lisa Arthur, une avocate new-yorkaise très en vue et bien connectée[7]
- Linda Emond (VF : Marie-Frédérique Habert) : Michelle-Anne Vanderhoven, une assistante principale de la Maison-Blanche[7]
- Jihae : Berry Schneider, une consultante en relations publiques de premier plan[7]
- Hope Davis (VF : Ivana Coppola) : Sandi Furness, la fille de Sandy Furness[8]
- Dasha Nekrasova (VF : Marion Gress) : Comfry, une représentante des relations publiques de crise
- Adrien Brody (VF : Stéphane Ronchewski) : Josh Aaronson, un actionnaire de Waystar[9]
- Ella Rumpf : Contessa, membre de la Famille grand-ducale luxembourgeoise[10]
- Justin Kirk (VF : Bernard Gabay) : Jared Mencken, parlementaire républicain
- Stephen Root (VF : Jean Barney) : Ron Petkus

 Source et légende : version française (VF) sur RS Doublage et Doublage Séries Database

## Production

### Développement
Le showrunner Jesse Armstrong a initialement conçu la série comme un long métrage sur la famille Murdoch, mais le scénario n'est jamais entré en production. Armstrong a finalement élargi la portée de l'histoire pour inclure le paysage plus large de Wall Street, qu'il jugeait mieux adapté à un format télévisé. Armstrong a écrit un nouveau scénario centré sur des personnages originaux vaguement inspirés par diverses familles médiatiques puissantes telles que les Murdoch, les Redstone et les Sulzberger.
Le 6 juin 2016, il a été annoncé que HBO avait donné à la production une commande pilote. L'épisode a été écrit par Armstrong et réalisé par Adam McKay. Les producteurs exécutifs du pilote incluent Armstrong, McKay, Will Ferrell, Frank Rich et Kevin Messick.
Le 16 mai 2017, il a été annoncé que HBO avait donné à la production une commande de série pour une première saison composée de dix épisodes. L'équipe créative annoncée précédemment a poursuivi son implication alors que la série entrait en production.
Le 17 novembre 2017, il a été rapporté que Nicholas Britell serait le compositeur de la série. Le 26 avril 2018, il a été annoncé que la série serait diffusée le 3 juin 2018.
Le 11 juin 2018, HBO a renouvelé la série pour une deuxième saison. Le 23 mai 2019, il a été annoncé que la deuxième saison serait diffusée le 11 août 2019.
Le 20 août 2019, HBO a renouvelé la série pour une troisième saison. Le 28 mars 2020, HBO a annoncé que la production a été retardée en raison de la pandémie de Covid-19. Elle a été diffusée à partir du 17 octobre 2021. En juin 2021, la productrice exécutive Georgia Pritchett a déclaré que la série n'irait pas au-delà de cinq saisons et se terminerait peut-être après la saison quatre.
Le 26 octobre 2021, HBO a renouvelé la série pour une quatrième saison. Il est confirmé le 23 février 2023 qu'il s'agit de la dernière.

### Casting
Le projet a débuté en juin 2016. En octobre, Brian Cox, Jeremy Strong et Kieran Culkin décrochent des rôles principaux, suivis le mois suivant par Hiam Abbass, Alan Ruck, Rob Yang, Parker Sawyers et Peter Friedman.
En décembre 2020, Justine Lupe, David Rasche et Fisher Stevens sont promus à la distribution principale pour la troisième saison.

### Tournage
La série est principalement tournée à New York et tournée sur un film 35 mm. Le réalisateur Adam McKay a filmé le pilote à la fin de 2016, tandis que la photographie principale pour le reste de la première saison de la série a commencé en octobre 2017. Les emplacements utilisés tout au long de la série incluent l'American Irish Historical Society (en) sur la Cinquième Avenue comme emplacement de l'appartement de Logan, 714 Broadway comme emplacement de l'appartement de la saison 1 de Shiv et l'héliport du centre-ville de Manhattan sur l'East River pour les scènes des Roys partant sur leurs hélicoptères. Pour les scènes représentant les intérieurs des bureaux de Waystar RoyCo, l'équipe utilise les tours 4 et 7 du World Trade Center, tandis que le 28 Liberty Street est utilisé pour les plans extérieurs. Silvercup Studios dans le Queens abrite de nombreux décors utilisés pour la série.
Parmi les autres lieux de tournage de la première saison figuraient l'hôpital Bellevue (où s'est déroulé le deuxième épisode), le Cunard Building au 25 Broadway (qui abrite Cipriani S.A., lieu d'un gala dans le quatrième épisode), le East New York Freight Tunnel (le entrée d'un enterrement de vie de garçon dans le huitième épisode), et le quartier financier de Manhattan. De la mi-janvier 2018 à la fin du mois, la production a déménagé de New York au  Nouveau-Mexique pour l'épisode Austerlitz, qui a été principalement tourné à Santa Fe. Le 22 février 2018, un tournage a eu lieu dans le New Jersey qui a nécessité la fermeture du tunnel Atlantic City–Brigantine. Le 25 février 2018, le tournage a eu lieu au Château d'Eastnor près de Ledbury dans le Herefordshire, en Angleterre, qui a servi de décor aux deux derniers épisodes de la saison.
La deuxième saison a vu une augmentation significative des changements de lieu. Les scènes d'ouverture de la première de la saison ont été tournées sur place en Islande, tandis que le domaine de 1960 d'Henry Ford II dans les Hamptons a été utilisé comme résidence d'été des Roys. Le château d'Oheka à Huntington, New York, a remplacé le pavillon de chasse des Roys en Hongrie, comme le montre l'épisode Hunting. Le tournage a également eu lieu à Long Island, avec un manoir appartenant autrefois à Junius Spencer Morgan figurant en bonne place dans l'épisode Tern Haven. Le domaine est l'un des nombreux de la région utilisés comme lieux de tournage pour la deuxième saison. D'avril à mai 2019, la production a recruté des figurants pour le tournage à Lake Placid et à Lake George, New York, où l'épisode Argestes a été tourné. La production a déménagé à Dundee, en Écosse pour le huitième épisode, avec un tournage supplémentaire à Glasgow et Ayr pour l'épisode précédent (qui se déroule en Angleterre). À partir du 17 juillet 2019, l'équipe a tourné à Korčula, en Croatie, pour la finale de la deuxième saison, y compris de nombreuses scènes sur un yacht.
Le tournage de la saison 3, qui devait commencer en avril 2020, a été reporté en raison de la pandémie de Covid-19. Début novembre 2020, la star Alan Ruck a annoncé que le tournage commencerait à la mi-novembre à New York. Le tournage de la saison avait commencé à New York en décembre 2020. Les lieux de tournage de la ville comprenaient le Woolworth Building à Tribeca, The Shed à Hudson Yards et un certain nombre d'hôtels, dont le Marriott Marquis à Times Square et le Plaza Hotel sur Cinquième Avenue. La production est également revenue dans les Hamptons, dans des endroits tels que Montauk et Wainscott. En mai, un tournage supplémentaire pour la saison 3 a eu lieu à Richmond, en Virginie, principalement à l'Hôtel Jefferson. En juin, la production de la troisième saison s'est déplacée en Italie pour les deux derniers épisodes, le tournage se déroulant principalement dans la région du Val d'Orcia en Toscane - où une réception de mariage a été filmée dans les domaines La Foce et Villa Cetinale. Des tournages supplémentaires ont eu lieu dans d'autres communes voisines de la province de Sienne - notamment Pienza, Montalcino et Chianciano Terme - ainsi qu'à Cortone, au lac de Côme, à Milan et à Florence (dont la dernière a été utilisée pour établir des plans dans les épisodes d'ouverture).
La production de la quatrième saison de dix épisodes a commencé à New York le 27 juin 2022, avec Mark Mylod réalisant le premier épisode.

## Épisodes

### Première saison (2018)
1. La Fête (Celebration)
2. Gros merdier dans l'usine à cons (Shit Show at the Fuck Factory)
3. À vous de jouer (Lifeboats)
4. Le Bal des hypocrites (Sad Sack Wasp Trap)
5. Je suis allé au marché (I Went to Market)
6. Faut choisir son camp (Which Side Are You On?)
7. Austerlitz (Austerlitz)
8. Prague (Prague)
9. Prénuptial (Pre-Nuptial)
10. Personne ne disparaît (Nobody Is Ever Missing)

### Deuxième saison (2019)
Le 11 juin 2018, la série est renouvelée pour une deuxième saison de dix épisodes, diffusée depuis le 11 août 2019.
1. Le Palais d'été (The Summer Place)
2. Vaulter (Vaulter)
3. La Chasse (Hunting)
4. Pièce sécurisée (Safe Room)
5. Tern Haven (Tern Haven)
6. Le Séminaire Argestes (Argestes)
7. Retour (Return)
8. Dundee (Dundee)
9. DC (DC)
10. Passé le temps des larmes (This Is Not for Tears)

### Troisième saison (2021)
Le 20 août 2019, la série est renouvelée pour une troisième saison, initialement prévue pour l'été 2020. Le tournage a cependant été reporté à cause de la pandémie de Covid-19. Elle est diffusée depuis le 17 octobre 2021.
1. Sécession (Secession)[25]
2. L'Union fait la force (Mass in Time of War)[26]
3. Retour de bâton (The Disruption)[27]
4. Josh (Lion in the Meadow)[28]
5. Les Concierges à la retraite de l'Idaho (Retired Janitors of Idaho)[29]
6. Quoi qu'il en coûte (What it Takes)
7. Le KenFest (Too Much Birthday)[30]
8. Mariage Toscan (Chiantishire)[31]
9. Jusqu'à ce que la mort nous sépare (All the Bells Say)

### Quatrième saison (2023)
Le 26 octobre 2021, la série est renouvelée pour une quatrième et dernière saison, diffusée à partir du 26 mars 2023,,.
1. Un anniversaire retentissant (The Munsters)
2. La Répétition (Rehearsal)
3. Le Mariage de Connor (Connor's Wedding)
4. Voyage de noces (Honeymoon States)
5. La Liste Noire (Kill List)
6. Vivre+ (Living+)
7. Veille d'élections (Tailgate Party)
8. Le Choix de l'Amérique (America Decides)
9. L'Église et l'État (Church and State)
10. Le Couronnement (With Open Eyes) (finale de 88 minutes)

## Réception

### Accueil critique
La série a reçu un score moyen de 94% sur Rotten Tomatoes et un score de 83 sur Metacritic.

#### Première saison
La première saison a été accueillie avec une réponse positive de la part des critiques. Sur le site Web d'agrégation d'avis Rotten Tomatoes , la saison détient un taux d'approbation de 89% avec une note moyenne de 7,9 sur 10, basée sur 87 avis. Le consensus critique du site Web se lit comme suit : « En pimentant son pathos avec un esprit acide, Succession est une comédie divine de pouvoir absolu et de dysfonctionnement - animée par un ensemble féroce. » Metacritic, qui utilise une moyenne pondérée, a attribué à la saison une note de 70 sur 100 basée sur 29 critiques, indiquant "des critiques généralement favorables".

#### Deuxième saison
La deuxième saison a été acclamée par la critique. Sur Rotten Tomatoes, la saison détient une note de 97% avec une note moyenne de 8,95 sur 10, basée sur 236 avis. Le consensus critique du site Web se lit comme suit: « Succession revient sous une forme sombre et amusante, avec une écriture pointue, des performances exceptionnelles et un nouveau niveau surprenant de sympathie pour certains des personnages les moins sympathiques de la télévision. » Sur Metacritic , la saison a un score moyen pondéré de 89 sur 100, basé sur 19 critiques, indiquant une "acclamation universelle".

#### Troisième saison
La troisième saison a été largement saluée par la critique. Sur Rotten Tomatoes, la saison détient un taux d'approbation de 97% avec une note moyenne de 9,35 sur 10, basée sur 141 avis. Le consensus critique du site Web se lit comme suit : « Les fans qui achètent déjà ce que Succession vend seront agréablement surpris de trouver sa troisième saison sous une forme crépitante - même si elle devient un peu trop réelle de temps en temps. » Sur Metacritic, la saison a une note moyenne pondérée de 92 sur 100, basée sur 31 critiques, indiquant une "acclamation universelle".

#### Quatrième saison
La quatrième saison a été largement saluée par la critique. Sur Rotten Tomatoes, la saison détient un taux d'approbation de 97%, basée sur 324 avis. Le consensus critique du site Web se lit comme suit : « Toujours aussi captivante, la saison finale de Succession conclut la saga familiale et dramatique des Roy sur une note brillante, colorée, et blasphème. » Sur Metacritic, la saison a une note moyenne pondérée de 92 sur 100, basée sur 31 critiques, indiquant une « acclamation universelle. »

#### Audiences
Le premier épisode de la série a attiré 582 000 téléspectateurs en direct, contre 1,39 million de téléspectateurs qui ont regardé son introduction, Westworld.
La finale de la saison 2 a attiré 1,1 million de téléspectateurs sur toutes les plateformes de visionnage.
La saison 3 a été diffusée devant 1,4 million de téléspectateurs sur diverses plateformes et s'est terminée avec 1,7 million de téléspectateurs sur toutes les plateformes de visionnage, un record pour la série.
Ce record est encore battu par l'épisode final de la saison 4, qui attire 2,9 millions de téléspectateurs.

## Distinctions

### Récompenses
- Emmy Awards 2020 :
  - meilleure série télévisée dramatique
  - meilleur acteur dans une série télévisée dramatique pour Jeremy Strong
  - meilleure réalisation pour une série télévisée dramatique pour Andrij Parekh pour l'épisode Hunting
  - meilleur scénario pour une série télévisée dramatique pour Jesse Armstrong pour l'épisode This Is Not For Tears
- Emmy Awards 2019 : 
  - Meilleur scénario pour l'épisode Personne ne disparaît
- Golden Globes 2020 :
  - Meilleure série dramatique
  - Meilleur acteur dans une série dramatique pour Brian Cox
- Critics' Choice Television Awards 2019 :  
  - meilleure série télévisée dramatique
  - meilleur acteur dans une série télévisée dramatique pour Jeremy Strong
- Writers Guild of America Awards : Meilleur scénario pour une série télévisée dramatique
- Golden Globes 2022 :
  - Meilleure série dramatique
  - Meilleur acteur dans une série dramatique pour Jeremy Strong
  - Meilleure actrice dans un second rôle dans une série, une mini-série ou un téléfilm pour Sarah Snook
- SAG Awards 2022 : Meilleure série dramatique
- Golden Globes 2024 : 
  - Meilleure série télévisée dramatique
  - Meilleur acteur dans une série dramatique pour Kieran Culkin
  - Meilleure actrice dans une série télévisée dramatique pour Sarah Snook
  - Meilleur acteur dans un second rôle dans une série, une mini-série ou un téléfilm pour Matthew Macfadyen
- SAG Awards 2024 : Meilleure série dramatique

### Nominations
- Golden Globes 2020 : Meilleur acteur dans un second rôle dans une série, une mini-série ou un téléfilm pour Kieran Culkin
- Golden Globes 2022 :
  - Meilleur acteur dans une série dramatique pour Brian Cox
  - Meilleur acteur dans un second rôle dans une série, une mini-série ou un téléfilm pour Kieran Culkin
- SAG Awards 2022 :
  - Meilleur acteur dans une série dramatique pour Brian Cox
  - Meilleur acteur dans une série dramatique pour Kieran Culkin
  - Meilleur acteur dans une série dramatique pour Jeremy Strong
  - Meilleure actrice dans une série dramatique pour Sarah Snook
- Golden Globes 2024 : 
  - Meilleur acteur dans une série dramatique pour Brian Cox
  - Meilleur acteur dans une série dramatique pour Jeremy Strong
  - Meilleur acteur dans un second rôle dans une série, une mini-série ou un téléfilm pour Alan Ruck
  - Meilleur acteur dans un second rôle dans une série, une mini-série ou un téléfilm pour Alexander Skarsgård
  - Meilleure actrice dans un second rôle dans une série, une mini-série ou un téléfilm pour J. Smith-Cameron